# L'alba di tutto
L'alba di tutto (The dawn of all) è un romanzo fantapolitico, utopico e apologetico di Robert Hugh Benson pubblicato nel 1911.

## Ambientazione
Nel suo precedente romanzo, Il padrone del mondo pubblicato nel 1907, Benson aveva tratteggiato una ipotesi degli sviluppi della società mondiale alla fine del XX secolo se le linee di pensiero del suo tempo si fossero ulteriormente sviluppate. Poiché, come scrive nella prefazione de L'alba di tutto, la vicenda raccontata e soprattutto l'epilogo avevano scandalizzato coloro che lui definisce i cristiani ottimisti, in questo nuovo romanzo ipotizza uno sviluppo completamente diverso. Benson narra dunque di un mondo, attorno all'anno 1973, che è ormai quasi interamente cattolico, una sorta di idealizzazione del modello politico medievale con la Chiesa riconosciuta universalmente quale autorità morale superiore.

## Trama e contenuto ideale
Siamo a Londra nel 1973. Un sacerdote cattolico inglese, Mons. Masterman, perde la memoria e si ritrova in un mondo molto diverso in cui l'Illuminismo e tutte le ideologie conseguenti hanno miseramente fallito, compreso l'ideale democratico. In questa società si è raggiunta la convinzione che sia
(Cap 1.2.1)
Le repubbliche sono state sostituite da monarchie e tutte le istituzioni del mondo, anche i regni e le religioni orientali, riconoscono il diritto non scritto della Chiesa, quale espressione terrena della signoria di Dio, a sovrastare e controllare ogni altro potere. Mons. Masterman passa di sorpresa in sorpresa scoprendo Londra cattolica, la reggia di Versailles, Roma e Lourdes che appaiono luoghi sereni, ordinati e tecnicamente avanzati. Tutto è gestito gerarchicamente e il controllo della Chiesa è capillare. Scienza e Fede vanno d'accordo. Il latino è la lingua internazionale parlata da tutti. Per il monsignore sarebbe tutto perfetto se non si verificasse l'incidente di Dom Adrian Bennett, un benedettino processato per eresia a causa di un suo distinguo sulla definizione dei miracoli. Sarà scomunicato dalla Chiesa e di conseguenza giustiziato dal potere civile. Questo avvenimento sconvolge il protagonista.
(Cap. 2.2.3)
Ma perfino il benedettino condannato, gli dà torto: la società ha il diritto di difendere se stessa ed egli non protesta contro la condanna e la propria esecuzione, obietta solo che secondo lui la sentenza è un errore. Nel mondo, interamente cattolico, la pena di morte è considerata un provvedimento estremo ma normale: se il condannato non può vivere in questo mondo, perché egli danneggia la società, ebbene lo si traghetta verso l'Altro Mondo. Questa concezione della vita e della morte è pacificamente accettata, perché è convinzione generale che la morte non sia la fine di tutto e la vita fisica individuale non sia il bene supremo. Dom Adrian infatti ribadisce all'esterrefatto Mons. Masterman:
Monsignore era ammutolito per lo stupore, (...) “Ma la pena di morte!” esclamò. “Morte! È questo l’orrore. Capisco una pena spirituale per un crimine spirituale – ma una fisica...”.
Dom Adrian sorrise un po’ stancamente.
“Mio caro Monsignore” disse “pensavo di aver spiegato che era un crimine contro la società. Non vengo messo a morte per le mie opinioni; ma perché, sostenendo tali opinioni, che sono dichiarate eretiche, e rifiutando di sottomettermi a una decisione d’autorità, sono un nemico dello stato civile che è ancorato unicamente ai decreti del Cattolicesimo. Ricordate che non è la Chiesa a mettermi a morte. Questo non è sua competenza. Essa è una società spirituale”.
“Ma la morte! La morte, comunque!”.
Il viso dell’uomo si fece serio e intenerito.
“È così spaventosa” disse “per un Cattolico convinto?”»
(Cap 2.3.3)
L'Irlanda è un immenso monastero in gran parte destinato alle cure mentali e spirituali mediante la psicologia cristiana. Luogo bellissimo ma nemmeno trascorrendovi un periodo Mons. Masterman riesce recuperare la propria pace.
All'ordine mondiale con a capo la Chiesa si oppongono solo l'Imperatore di Germania, agnostico, e il gruppo fortemente minoritario dei Socialisti i quali sognano quelle che sono universalmente considerate assurde utopie democratiche: gli esperimenti socialisti di cinquant'anni prima avevano dato esiti sociali terrificanti.
Ma la guarigione stupefacente d'una cittadina tedesca a Lourdes fa convertire l'Imperatore. Ai Socialisti questa sua decisione appare come la sentenza della loro morte: sono certi che saranno braccati ed estirpati da ogni regno e la Chiesa non muoverà un dito per difenderli. Viene comunque loro data la possibilità di emigrare in una zona franca, il Massachusetts che Monsignore visita. Il Massachusetts socialista - dove risiedono solo socialisti - è lindo e ordinato esattamente come il mondo cattolico ma, secondo Mons. Masterman,
(Cap 3.1.4)
Nell'Inghilterra cattolica sta per essere votata una legge che darà formalmente al Papa,
Gregorio XIX, la supervisione sulle decisioni d'ogni altro regno. Questo fa scoppiare una violentissima rivolta dei Socialisti di Berlino. Vengono giustiziati un principe e due cardinali e viene fatto prigioniero l'Imperatore. Mons. Masterman, che accompagnava il card. Bellaris, assiste all'intervento estremo del Papa che si presenta a Berlino e offre una via d'uscita: niente pena di morte e definizione di varie altre garanzie e zone franche nel mondo per i pochi che non sono cattolici. L'alternativa sarebbe la guerra totale e i Socialisti si rendono conto che non avrebbero scampo.
La condizione posta dal Papa - che ha le caratteristiche di un appello accorato - viene accettata. Tutto il mondo è ora cattolico, lo sono in un certo senso perfino i non-credenti in quanto riconoscono come loro Padre quel Vicario di un Dio in cui non credono.
A questo punto si svela al lettore che tutta la vicenda narrata è stata il sogno di un ex-prete apostata, caduto in coma e ricoverato in un ospedale di Londra. Svegliatosi chiede di confessarsi e racconta ai presenti tutta la storia che ha vissuto in sogno prima di morire in pace. È il mattino di Pasqua e forse questo è il vero significato del titolo nell'intento dell'autore.

## Edizioni
- Robert Hugh Benson, The dawn of all, Hutchinson, 1911,  p. 320.
- Robert Hugh Benson, L'alba di tutto - L'utopia di un mondo in cui Cristo trionfa, traduzione di Sara Marzatico Giuliodori, Collana Letteraria n. 12, Fede & Cultura, aprile 2010,  p. 324, ISBN 978-88-6409-033-7. Prima edizione italiana.